# Gomme de caroube

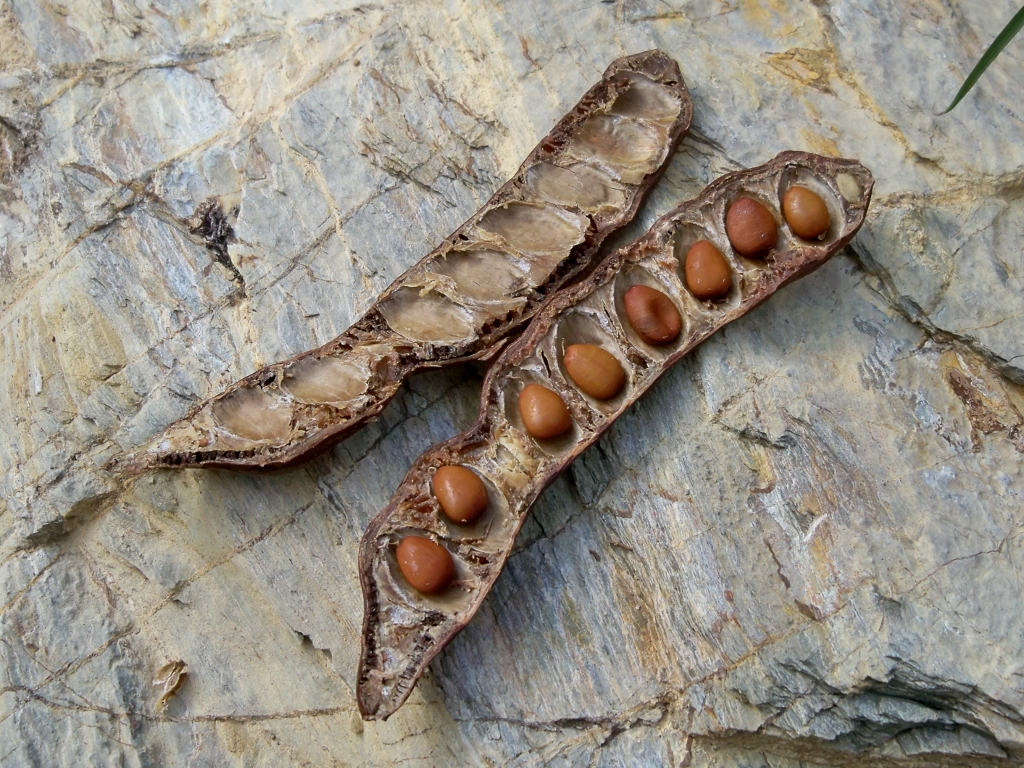
Graines de caroube

La gomme de caroube (acronyme anglais LBG, pour Locust Bean Gum, E410) est une gomme végétale (un mucilage) riche en galactomannane extraite des graines du caroubier (Ceratonia siliqua), espèce d'arbres de la famille des Fabaceae présente principalement dans le bassin méditerranéen.

## Production
Les longues gousses du caroubier sont récoltées pour produire la gomme. Les gousses sont concassées pour séparer les graines de la pulpe. La peau des graines est ensuite retirée par un traitement à l'acide. Puis les graines sont fendues et brisées, ce qui casse le germe fragile tout en laissant intact l'endosperme. L'endosperme peut ensuite être broyé par un rouleau pour obtenir la poudre finale de gomme de caroube.

## Composition
La gomme de caroube se présente sous la forme d'une poudre blanche à jaune-blanche. Elle consiste en une molécule polysaccharide colloïdale de grande masse, composée de galactose et de mannose combinés par des liaisons osidiques, ce qui peut-être décrit chimiquement comme un galactomannane. La gomme de caroube se dissout dans l'eau froide et chaude, formant un sol de pH entre 5,4 et 7,0 qui peut être transformé en gel en ajoutant un peu de borax. Il se produit alors une réaction de réticulation entre le borate et les groupes alcool (–OH) du galactose et du mannose. La même réaction avec la gomme de guar (un autre galactomannane) permet d'ajuster la viscosité des fluides de fracturation hydraulique. Vu la reprotoxicité du borate, son usage comme agent de réticulation est réservé aux applications industrielles et est interdit dans les produits alimentaires et cosmétiques.

## Utilisation
La gomme de caroube est utilisée comme épaississant en technologie alimentaire. La poudre a une saveur douce rappelant celle du chocolat et est utilisée pour adoucir la nourriture et comme un succédané (ersatz) de chocolat.
Elle entre également dans la composition du Lygomme, la marque d'un substitut de fromage appartenant à la société Cargill.
Elle est aussi utilisée dans les produits non comestibles comme les produits miniers, la fabrication du papier ou pour épaissir les textiles. Elle est utilisée dans les cosmétiques et pour rehausser la saveur des cigarettes. Elle est aussi utilisée comme additif dans les cirages et les insecticides.

## Risques
En tant que telle, la gomme de caroube ne présente pas de risque particulier ce qui a justifié son autorisation comme additif (E410), largement utilisé dans le monde.
Des contaminations de cet additif sont possibles. Ainsi en 2020 et 2021, des lots de cet additif, contaminés par de l'oxyde d'éthylène (« agent de stérilisation cancérogène, mutagène et reprotoxique », interdit dans l'Union européenne) ont été source de contamination de nombreux produits importés ou issus de produits importés contaminés (ex. : plusieurs centaines de références de glaces rien que sur le territoire français, ainsi que du sésame, des épices, des infusions, des compléments alimentaires, du sucre en poudre…) ont fait l'objet de rappels à la demande de la Répression des fraudes (DGCCRF).